# Фортуна (Андрушівка)
Футбольний клуб «Фортуна» (Андрушівка) — український футбольний клуб з Андрушівки Житомирської області, заснований у 1989 році. Виступає в Чемпіонаті та Кубку Житомирської області. Домашні матчі приймає на стадіоні «Колос».
Колишній учасник розіграшу Чемпіонату України серед аматорів.

## Досягнення
- Кубок Житомирської області
  - Фіналіст: 2016.